# Zespół Szkół Nr 1 w Miechowie
Zespół Szkół Nr 1 w Miechowie – zespół szkół składający się z technikum i szkoły branżowej, znajdujący się w Miechowie na ulicy Racławickiej 23.

## Historia szkoły
W 1940 roku została założona Szkoła Administracyjno-Handlowa i służyła jako ośrodek treningowy dla administracji okupacyjnej. W inauguracyjnej konferencji grona pedagogicznego szkoły udział wzięli: Franciszek Łopatka, Klemens Dąbrowski, Edward Bednarski, Helena Bukowska, Józefa Fritze, Jan Heczko, Leon Jarmundowicz, Tadeusz Kopczyński, Maria Marusińska, Aleksandra Karwat, Stanisław Naszydłowski, Władysław Sperczyński, Stefan Spiechowiecz, Kazimierz Świtalski, ks. Bronisław Świtszczewski, Bronisława Terlecka, Adam Trzos, Antoni Wala, Olga Woliczko, Wacław Sośniarz i Kazimierz Kułakowski. Dyrektorem szkoły został początkowo Franciszek Łopatka, potem Klemens Dębowski. Szkoła rozpoczęła działalność we wrześniu tego samego roku.
We wrześniu 1942 roku szkoła oficjalnie zmieniła swoją nazwę na Publiczną Szkołę Handlową. Zawierała ona 4 oddziały klas pierwszych i 2 oddziały klas drugich. W roku szkolnym 1943/44 władze okupacyjne pozwoliły jedynie na 2 oddziały klasy pierwszej i 2 oddziały klasy drugiej. Zmniejszono też liczbę kadry nauczycielskiej do zaledwie 11, jednocześnie podnosząc obowiązujące pensum godzin do 26 godzin lekcyjnych tygodniowo. Latem 1943 roku szkoła przeniosła się do pustostanu znajdującego się koło klasztoru bożogrobców i tam została aż do 16 stycznia 1945 roku, kiedy to zakończyła się niemiecka okupacja Miechowa. Ta przeprowadzka odbyła się z zajęcia przez wojsko niemieckie budynku szkoły na potrzeby szpitala wojskowego.
Od razu po wyzwoleniu przystąpiono do odnowy szkoły, która przybrała nazwę Miejskiego Koedukacyjnego Gimnazjum Kupieckiego i rozpoczęła działalność już 1 lutego 1945 roku w prywatnym budynku przy ulicy Sobieskiego 1. Szkoła liczyła 6 oddziałów i utrzymywała się z opłat czesnego. Dyrektorem szkoły został Józef Wędzki, a od kwietnia Emil Biedrzycki. W roku szkolnym 1945/46 szkoła liczyła 10 oddziałów, a grono pedagogiczne powiększyło się o nowych nauczycieli. Przybyli: L. Kozar, R. Kowalczuk, ks. Kurdybanowski, L. Stobierski, Tyliszczek, Ziemnicki. W roku szkolnym 1946/47 szkoła liczyła 8 oddziałów i borykała się z wieloma problemami, lecz nie zatrzymało to uczniów przed podchodzeniem do zdawania egzaminów. W roku szkolnym 1947/48 szkoła tymczasowo przenosi się do budynku Szkoły Podstawowej Nr.1 przy ulicy Marii Konopnickiej. W tym czasie wykształcił się Zespół Szkolny, bo oprócz Gimnazjum, liczącego sobie już 4 oddziały, znajdowało się tam także Liceum Handlowe z 2 oddziałami i Liceum Handlowe dla Dorosłych z 1 oddziałem. Od grudnia 1963 roku Zespół znajduje się przy ul. Racławickiej 23, w budynku służącym szkole do dzisiaj.
Dnia 1 sierpnia 1974 roku doszło do upaństwowienia Zespołu, gdzie przekształcono go w Liceum Ekonomiczne i Zasadniczą Szkołę Dokształcania w Miechowie. Budynek szkolny, zdaniem ekspertów, powinien być poddany kapitalnemu remontowi. Zarysowane mury, drewniane stropy, niefunkcjonalne klatka schodowa musiały zostać poddane remontowi i adaptacji. We wrześniu 1975 roku rozpoczął się generalny remont budynku szkoły, który trwał do 1977 roku, wtedy też szkoła zmieniła nazwę na Zespół Szkół Zawodowych. W międzyczasie szkoła funkcjonowała w budynku zastępczym po Wojskowej Komendzie Rejonowej przy ulicy Sienkiewicza 32. W ramach remontu wymieniano stropy, zlikwidowano z budynku klatkę schodową, umieszczając ją w przybudówce, a wygospodarowaną przestrzeń wykorzystano na urządzenie pomieszczeń dla administracji szkoły oraz przestrzennego korytarza, zastępującego aulę szkolną. Z dniem 1 września 1977 roku Zasadnicza Szkoła Zawodowa Dokształcająca zmienia nazwę na Zasadnicza Szkoła Zawodowa Nr 2. Urząd Miasta i Gminy w Miechowie w roku 1978 przekazał szkole przyległą do obejścia szkoły, od strony wschodniej, działkę zabudowaną starym jednorodzinnym budynkiem. Obiekt został rozebrany przez młodzież, gruz wywieziony przez rodziców, a plac przekształcony na teren rekreacji sportowej i ćwiczeń gimnastycznych. Obecnie na części tej działki stoi wybudowana w późniejszych latach sala gimnastyczna.
W roku 2002 dochodzi do ostatecznej zmiany nazwy, na obowiązujący do dzisiaj Zespół Szkół Nr 1 w Miechowie.

## Dyrektorzy szkoły
- Franciszek Łapka i Klemens Dębowski (od 1 września 1940 r. do sierpnia 1944 r.)[1]
- Józef Wędzony (styczeń – marzec 1945 r.)[1]
- Emil Biedrzycki  (kwiecień 1945 r. – sierpień 1947 r.)[1]
- Janina Buczyńska (wrzesień 1947 r. – listopad 1949 r.)[1]
- Roman Kowalczuk (grudzień 1949 r. – sierpień 1960 r.)[1]
- Stefan Bryliński (wrzesień – listopad 1960 r.)[1]
- Marian Wilczyński (grudzień 1949 r. – marzec 1971 r.)[1]
- Jan Kwaśniewski (wrzesień 1971 r. – marzec 1973 r.)[1]
- Marian Krzysztowczyk (dwukrotnie pełnił obowiązki dyrektora: kwiecień – sierpień 1971 r. i kwiecień – lipiec 1973 r.)[1]
- Józef Tochowicz (1 sierpnia 1973 r. – 31 sierpnia 2004 r.)[1]
- Stanisław Kluza (rok szkolny 2004/2005) (wicedyrektor w latach 1984 – 2004)[1]
- Marzena Samborska (od 14 lipca 2005 r. - teraz)[1]

## Organizacje szkolne
W Zespole Szkół Nr 1 występuje wiele różnych organizacji, takich jak: 
- Zespół Taneczny "Miechowianie"[2]
- Uczniowski Klub Sportowy "Ekonomik"[3]
- Szkolny Klub Europejski[4]

## Znani absolwenci
- Zdzisław Karkowski – inżynier elektryk, profesor Politechniki Wrocławskiej[5][6]